# Steel Country
Pour plus de détails, voir Fiche technique et Distribution.
Steel Country est un thriller britannique réalisé par Simon Fellows, sorti en 2018.

## Synopsis
A Harburgh, dans l'ouest de la Pennsylvanie, un éboueur, Donald Devlin, gagne sa vie modestement et vit avec sa mère, dont il s'occupe quotidiennement. Séparé de sa compagne, père d'une adolescente, il trouve un sens à son existence lorsqu'un jeune garçon disparaît mystérieusement. Dès lors, pensant qu'il a été assassiné, il décide donc d'enquêter et s'improvise détective. Pourtant, l'enfant est retrouvé mort noyé dans une rivière. Mais, perturbé par l'affaire trop rapidement classée selon lui, il est convaincu que quelqu'un l'a tué. Son enquête finit par tourner à l'obsession et il est loin de se douter que ses recherches vont avoir d'importantes conséquences...

## Fiche technique
- Titre original et français : A Dark Place (Steel Country)
- Réalisation : Simon Fellows
- Scénario : Brendan Higgins
- Montage : David Arshadi et Chris Dickens
- Musique : Victoria Ashfield, Samuel Barnes, John E.R. Hardy et Benjamin Talbott
- Photographie : Marcel Zyskind (de)
- Production : Leon Clarance, Tai Duncan, Gareth Unwin et Mark Williams
- Société de production :  Bedlam Productions et Zero Gravity Management
- Sociétés de distribution : Shout! Factory
- Pays d'origine :  Royaume-Uni
- Langue originale : anglais
- Format : thriller
- Durée : 89 minutes
- Dates de sortie  :
  -  Écosse : 24 juin 2018 (Festival international du film d'Édimbourg)
  -  Royaume-Uni : 19 avril 2019
  -  France : 22 janvier 2020 (sur Canal + Cinéma)

## Distribution
- Andrew Scott : Donald Devlin
- Bronagh Waugh : Donna Reutzel
- Denise Gough : Linda Connolly
- Michael Rose : Shérif Benjamin Mooney
- Sandra Ellis Lafferty : Betty Devlin
- Christa Beth Campbell : Wendy Connolly
- Eric Mendenhall : Bill Frankel
- Andrew Masset : Dr. Joel Pomorski
- Christian Finlayson : Justin Zeigler
- Kate Forbes : Patty Zeigler
- Jason Davis : Jerry Zeigler
- J.D. Evermore : Cal Worbley
- Becky Wahlstrom : Tara
- Tom Olson : le directeur des pompes funèbres
- Griff Furst : Max Himmler
- Bella Fraker : la petite fille
- Kevin Patrick Murphy : Charlie
- Jared Bankens : George Arzerodt
- Cory Scott Allen : Randy Helsel
- Nolan Cook : Tyler Zeigler